# Азербайджано-казахстанские отношения
Азербайджано-казахстанские отношения — двусторонние отношения между Азербайджанской Республикой и Республикой Казахстан в политической, экономической, культурной и иных сферах.
Страны являются членами Организации тюркских государств.

## Дипломатические отношения
Дипломатические отношения между двумя государствами впервые были установлены 30 августа 1992 года. Посольство Республики Казахстан в Азербайджане функционирует с 16 декабря 1994 года.
Посольство Азербайджана в Казахстане действует с марта 2004 года. 
С сентября 2008 года в г. Актау действует Генеральное консульство Азербайджана.
В августе 2022 года в честь 30-летия дипломатических отношений состоялась встреча в расширенном составе с участием Президента Азербайджана Ильхама Алиева и Президента Казахстана Касым-Жомарта Токаева. Были подписаны межправительственные документы.
Истоки двустороннего сотрудничества исходят из одной из первых встреч президента Республики Казахстан Нурсултана Назарбаева с президентом Азербайджанской Республики — Гейдаром Алиевым 19 октября 1994 года.
В 2005 году подписан Договор о стратегическом партнёрстве и союзнических отношениях.
Обе страны являются участниками ООН, ОБСЕ, Организации исламского сотрудничества, СВМДА, Совета сотрудничества тюркоязычных государств, СНГ, Организации экономического сотрудничества, ТЮРКСОЙ.

### Визиты на высшем уровне
14 мая 1996 года президенты стран встретились в рамках саммита глав государств-членов ОЭС, во время которого Гейдар Алиев пригласил Нурсултана Назарбаева посетить Азербайджан с официальным визитом.
В сентябре 1996 года казахстанский Президент Нурсултан Назарбаев посетил с официальным визитом Азербайджан. В ходе визита были подписаны договор об основах отношений, совместная декларация по вопросам Каспийского моря, соглашение о сотрудничестве между МИД Азербайджана и МИД Казахстана, соглашение о сотрудничестве и взаимодействии между Министерством национальной безопасности Азербайджана и Комитетом национальной безопасности Казахстана, соглашение об организации расчетов между Центральным банком Азербайджана и Национальным банком Казахстана.
В июне 1997 года состоялся официальный визит азербайджанского президента Гейдара Алиева в Казахстан. Был заключён ряд важных в политическом плане соглашений, в том числе декларация по ещё большему развитию и углублению сотрудничества, меморандум о сотрудничестве в транспортировке нефти на международные рынки.
1-2 марта 2004 года прошёл первый официальный визит президента Азербайджана Ильхама Алиева в Казахстан. Состоялся обмен мнениями по вопросам экономического сотрудничества и в частности участия Казахстана в проекте Баку — Тбилиси — Джейхан.
24-25 мая 2005 года президент Казахстана Нурсултан Назарбаев посетил Азербайджан с официальным визитом. Во время визита он провёл встречи с президентом Азербайджана Ильхамом Алиевым, президентом Грузии Михаилом Саакашвили, министром энергетики США Самуэлем Бодманом. Было подписано шесть документов, включая Соглашение о стратегическом партнёрстве и союзничестве между Азербайджаном и Республикой Казахстан. Президенты Азербайджана, Казахстана, Грузии и Турции приняли участие в церемонии открытия азербайджанского участка нефтепровода Баку — Тбилиси — Джейхан, во время переговоров было получено принципиальное согласие Астаны на транспортировку по этому маршруту казахстанской нефти.
2 октября 2009 года президент Казахстана Нурсултан Назарбаев прибыл в Азербайджан с официальным визитом. В ходе визита были заключены меморандум о совместном использовании во время разработки углеводородных месторождений Казахстана объектов нефтегазовой инфраструктуры ГНКАР, договор о совместной деятельности в связи с разработкой технико-экономического обоснования по Транскаспийскому проекту.
2—3 апреля 2017 года во время официального визита казахстанского президента Назарбаева в Баку стороны подписали 10 соглашений. Нурсултан Назарбаев был удостоен ордена «Гейдар Алиев».
В октябре 2019 года первый президент Республики Казахстан совершил визит в Баку для участия в юбилейном 7-м бакинском саммите Тюркского совета, на котором он предложил разработать программу «Тюркское видение-2040» и повысить уровень Совета сотрудничества тюркоязычных государств до уровня Организации. Во время визита Назарбаев был награждён высшим орденом тюркского мира и избран пожизненным почётным председателем Тюркского совета.
В 2023 году Ильхам Алиев посещал Казахстан с официальными визитами 10 апреля и 3 ноября.
24 ноября 2023 года Касым-Жомарт Токаев посетил Баку для участия в саммите СПЕКА.
12 марта 2024 года Касым-Жомарт Токаев побывал в Азербайджане с официальным визитом, в рамках которого он посетил города Физули и Шуша. Президент Казахстана вместе с президентом Азербайджана приняли участие в открытии центра детского развития в Физули, постройка которого была инициирована и произведена Казахстаном.

### Карабахский конфликт
Казахстан предпринял первую попытку мирного урегулирования конфликта в Нагорном Карабахе. Нурсултан Назарбаев, а затем президент России Борис Ельцин попытались положить конец трехлетним военным действиям между Арменией и Азербайджаном. 
Хотя был достигнут консенсус, Армения не прекратила свои атаки. Миротворческие усилия были прекращены во время крушения азербайджанского вертолета МИ-8 с российскими, казахстанскими наблюдателями и высокопоставленными азербайджанскими государственными чиновниками на борту, когда он был сбит Арменией над селом Каракенд Ходжавендского района. 
Несмотря на то, что многие казахстанские политики поддерживают позицию Азербайджана, официально Астана стремится к мирному урегулированию, а также поддерживает усилия ОБСЕ по урегулированию конфликта.

## Межпарламентское сотрудничество
Существуют тесные связи между Мажилисом Республики Казахстан и Парламентом Азербайджанской Республики. Осуществляется обмен делегациями законодательных учреждениями на регулярной основе. Проводится наблюдения за выборами Президента и Парламента в обоих государствах.
21—22 декабря 2016 года был осуществлён официальный визит в Азербайджан председателя Мажилиса Казахстана Нурлана Нигматуллина. Он присутствовал на церемонии открытия здания Парламентской Ассамблеи тюркоязычных стран (ТюркПА).
В декабре 2019 года председатель Мажилиса Парламента Казахстана Нурлана Нигматулин осуществил визит в Баку, в рамках которого он принял участие в очередном заседании Парламентской ассамблеи Тюркского совета.
В парламенте Азербайджана действует рабочая группа Азербайджан-Казахстан. Председателем группы является Адиль Алиев.

## Договорно-правовая база
Между странами подписано более 80 документов, в том числе:
- Договор о стратегическом партнёрстве и союзнических отношениях (24 мая 2005)
- Соглашение о поощрении и защите инвестиций (1996)
- Соглашение о сотрудничестве в нефтегазовой промышленности (1996)
- Соглашение о воздушном сообщении (1996)
- Соглашение о взаимных безвизовых визитах граждан (1997)
- Соглашение о свободной торговле (1997)
- Соглашение о правовой помощи и правовым отношениям по гражданским делам (1997)
- Соглашение об основных принципах сотрудничества в сфере нефтяного машиностроения (1997)
- Соглашение о взаимных безвизовых визитах граждан (2 октября 2009)

## Правовой статус Каспийского моря
Одним из приоритетных направлений считается правовой статус Каспийского моря. На саммите СНГ в Москве 29 ноября 2001 года президентами обеих республик было подписано соглашение о разграничении дна Каспийского моря.
В апреле 2016 года в Баку были проведены 44-й и 11-12 июля 45-й раунды консультаций по вопросу конвенции о статусе Каспия. 
12 августа 2018 года в Актау в рамках пятого каспийского саммита была подписана конвенция о правовом статусе Каспийского моря.

## В области экономики
Действует межправительственная комиссия по экономическому сотрудничеству. Сопредседателем комиссии со стороны Казахстана является министр энергетики Казахстана Канат Бозумбаев.
Осуществляется сотрудничество в сфере оснащения нефтегазовым оборудованием, судоходства по Каспийскому морю, учреждения транспортно-логистических компаний, в производстве и утилизации продукции сельского хозяйства, научно-технической сфере.
В Казахстане действует 524 предприятия с азербайджанским участием, из них 221 — совместные предприятия.
В начале 2017 года между Комитетом государственных доходов Министерства финансов Казахстана и Государственным таможенным комитетом Азербайджана заключено соглашение об организации обмена предварительными сведениями о товарах и транспортных средствах, которые перемещаются между Казахстаном и Азербайджаном.
Весной 2014 года подписан контракт на поставку 50 электровозов сборки ТОО «Электровоз құрастыру зауыты» для Азербайджанской железной дороги. Это самый крупный контракт в истории завода. Сборка электровозов осуществляется в Казахстане. В начале 2017 года была осуществлена первая отправка электровозов в Азербайджан
Организуются различные мероприятия, в том числе Евразийский форум «KAZENERGY», выставки «KIOGE», «Caspian Oil and Gas», «Trans-Caspian».
Укрепляется сотрудничество в сфере гражданской авиации. Авиакомпании Казахстана «Air Astana» и «SCAT» имеют представительства в Баку.
Функционирует паромное сообщение по маршруту Баку — Актау — Баку.

### В сфере транспорта
Основным элементом совместной деятельности является развитие и модернизация транзитно-транспортных коридоров.
В 2016 году по маршруту Актау — Баку — Актау морским путём транспортировано более 23 тысяч контейнеров. За 9 месяцев 2020 года по направлению Актау — Баку — Актау перевезено 1,6 млн. тонн грузов, в том числе 9,8 тыс. контейнеров фидерной линии Актау — Баку.
Развивается транскаспийский транспортный маршрут (ТМТМ), в котором участвуют Казахстанские железные дороги, железные дороги Турции, Азербайджанские железные дороги, Грузинская железная дорога, КНР, Украина, Польша, Румыния.
В 2016 году правительствами Азербайджана, Казахстана, Грузии и Украины подписан протокол об установлении конкурентоспособных льготных тарифов на грузоперевозки по ТМТМ. Протокол вступил в силу 1 июня 2016 года. Создана логистическая компания «Nomad Express», осуществлена сдача в эксплуатацию дебютных транзитных контейнерных поездов.
На протяжении 2016 года посредством транзита через территорию Казахстана и Азербайджана в Европу отправлено свыше 50 контейнерных поездов. Начиная с 10 июня 2016 года вводился конкурентоспособный тариф на перевозку по этому маршруту. Срок доставки был установлен в 6-7 дней.
Осенью 2016 года «Қазақстан темір жолы» и «Азербайджанское каспийское морское пароходство» подписали соглашение о стратегическом сотрудничестве. Позже, между АО «KTZ Express Shipping» и ООО «ACSC logistics» было заключено соглашение об основных принципах создания совместного предприятия.

### Транспортировка нефти
Казахстанская нефть на международные рынки транспортируется в том числе с помощью транскаспийского маршрута.
В июне 2006 года заключён договор о содействии и поддержке транспортировки нефти из Казахстана через Каспийское море и территорию Азербайджана на международные рынки посредством нефтепровода Баку—Тбилиси—Джейхан.
25 мая 2005 года состоялась церемония сдачи в эксплуатацию азербайджанской части трубопровода Баку—Тбилиси—Джейхан. Была подписана Бакинская декларация о развитии и расширении энергетического транспортного коридора Восток-Запад.
24 марта 2023 года начат транзит казахстанской нефти по нефтепроводу Баку — Тбилиси — Джейхан. Ежемесячно по морю перевозится от 12 до 14 танкеров. К концу 2023 года объём транзита должен составить 1,125 млн. тонн.

### Товарооборот*
| Период          | Товарооборот (млн. долл. США) | Товарооборот (млн. долл. США) | Товарооборот (млн. долл. США) | Товарооборот (млн. долл. США) | Товарооборот (млн. долл. США) |
| Период          | всего                         | темп роста, %                 | экспорт РК                    | импорт из АР                  | сальдо                        |
| 2017            | 142,09                        | +14,2 %                       | 107,82                        | 34,27                         | 73,55                         |
| 2018            | 220,54                        | +55,2 %                       | 174,14                        | 46,4                          | 127,74                        |
| 2019            | 229,6                         | +4,1 %                        | 205,57                        | 24,02                         | 181,55                        |
| янв.-сент. 2020 | 77,02                         | - 57,8 %                      | 57,1                          | 19,92                         | 37,18                         |

* По данным Государственного комитета по статистике Азербайджана

### Товарооборот (тыс. долл)
| Год  | Экспорт Азербайджана | Импорт Азербайджана | Сумма товарооборота |
| ---- | -------------------- | ------------------- | ------------------- |
| 2020 | 25 919,70            | 116 107,75          | 142 027,45          |
| 2021 | 39 893,97            | 95 905,00           | 135 798,97          |
| 2022 | 104 031,35           | 494 437,25          | 598 468,6           |

Структура экспорта Казахстана: минеральные ресурсы (нефть и газ), химическое сырьё, зерно, ячмень, прокат углеродистой стали, электрооборудование.
Структура экспорта Азербайджана: нефтепродукты из битуминозных материалов, полимеры этилена, комплектующие для машин и механизмов, сборные строительные конструкции.

### Крупные совместные проекты
В 2007 году в Баку начало функционировать ООО «Бакинский зерновой терминал». Посредством терминала казахстанское зерно реэкспортируется в страны Кавказа и региона Чёрного моря, а также в страны ЕС. 
В 2010 году на базе терминала начал функционировать модернизированный мукомольный комплекс. Здесь же начат выпуск муки под названием «Байтерек».
Существуют связи с компанией «Аккорд» во вопросу строительства международной транспортной автомагистрали «Западная Европа — Западный Китай» в Южно-Казахстанской области, а также переустройства автомобильной дороги по направлению Шымкент — Ташкент.
Завершается строительство многопрофильного медицинского центра в городе Актау.
На территории свободной экономической зоны «Морской порт Актау» построен логистический центр по приёму, хранению и переработке сельскохозяйственной продукции поставляемой из Азербайджана.
В августе 2013 года заключено соглашение о строительстве компанией «Azersun Holding» в зоне свободной экономической зоны «Морской порт Актау» логистического центра для хранения, переработки и транспортировки плодоовощной продукции Азербайджана. Строительство было завершено в 2016 году.
В региональном плане особое место занимает совместная деятельность Мангистауской области и Азербайджана.
В 2022 году между Казахстаном и Азербайджаном было заключено соглашение о прокладке транзитного подводного интернет кабеля, который пройдёт через Каспийское море. Данная линия предоставит для казнета дополнительный доступ в мировой интернет. Проектная емкость передачи данных составила 4-6 Тбит/с, а строительство 380 километровой кабельной линии было намечено на 2025 год.

## Культурно-гуманитарное сотрудничество
В 1993 году в Баку учреждено общество дружбы «Азербайджан — Казахстан». Руководителем общества является профессор Э. Гюнайдын. Членами общества являются казахский писатель Олжас Сулейменов; народный артист Азербайджана, кинорежиссёр Октай Миркасымов; народный писатель Азербайджана Чингиз Абдуллаев, ректор Академии художеств Омар Эльдаров.
1 марта 2004 года в Астане была составлена программа долгосрочного сотрудничества в культурной, научной и туристической сферах.
С 29 мая 1992 года в Алматы действует азербайджанский культурный центр «Туран». 
В 2000 году решением общего собрания Алматинского общества азербайджанцев «Озан», Ташкентского азербайджанского культурного центра и Бишкекского азербайджанского культурного центра АКЦ «Туран» был преобразован в Конгресс азербайджанцев «Туран». 
Азербайджанские объединения созданы в большинстве областей Казахстана, в Жамбылской — «Азери», в Павлодарской — «Ватан», в Костанайской — «Гейдар», в Мангистауской — «Достлук», в Алматы — «Озан».
Этнокультурные объединения действуют в Атырауской, Восточно-Казахстанской, Западно-Казахстанской, Карагандинской, Кызылординской и Северо-Казахстанской областях. Представители комитета по делам молодежи и комитета культуры Ассоциации азербайджанцев Казахстана участвуют во всех мероприятиях Ассамблеи народа Казахстана.
В 2001 году начал деятельность азербайджанский национально-культурный центр «Намус». У центра имеются филиалы в Темиртау, Сарани и Шахтинске. С 2006 года в Шуском районе Жамбылской области начал функционировать азербайджанский национально-культурный центр «Насими».
В 2007 году была принята совместная декларация, согласно которой признавалось побратимство городов Баку и Нур-Султан.
18—21 ноября 2012 года в Баку по инициативе посольств обеих стран, телеканала «ОРТ-Евразия», агентства «Казинформ» и ведущих СМИ проведены дни культуры Казахстана в Азербайджане.
В ходе визита делегации Службы центральных коммуникаций при Президенте Азербайджана 13—16 июля 2015 года прошла встреча директора Е. Бабакумарова с генеральным директором государственного информационного агентства «АзерТадж» А. Аслановым, директором Центра стратегических исследований при Президенте Азербайджана Ф. Мамедовым.
В декабре 2015 года ректоры Бакинского Государственного Университета (Абель Магеррамов), Университета Кавказ (А. Саныч), КазНУ имени Аль-Фараби (Г. Мутанов) подписали меморандум о сотрудничестве.
Проводятся совместные спортивные состязания и мероприятия на международном уровне. Весной 2016 года команда боксёрского клуба «Astana Arlans» участвовала в международном турнире в Баку.
Летом 2016 года было проведено дебютное заседание Клуба друзей Казахстана. 
Осенью 2016 года на площадке Союза художников Азербайджана проведена выставка азербайджанского художника, члена Союза художников Азербайджана Т. Мамедовой.
7—11 декабря 2016 года в Баку прошла фотовыставка «Неизвестный Казахстан» с участием делегации Фонда Первого Президента Республики Казахстан.
15—17 декабря 2016 года между Национальной академией хореографии Казахстана и Бакинской Академией хореографии был подписан меморандум о сотрудничестве и взаимопонимании.
12—15 апреля 2017 года в Баку и Шеки были проведены Дни культуры Кызылординской области.
2—3 мая 2017 года Фонд Первого Президента Казахстана и Фонд Гейдара Алиева подписали меморандум о сотрудничестве.
27—29 мая 2017 г. в Баку и Газах прибыла научно-исследовательская экспедиционная группа Международного общественного благотворительного фонда им. С. Нурмагамбетова «Бабалар ізімен» («По следам предков») для исследования памятников древних тюрков.
В 2016—2017 годах в Баку делегации спортсменов Казахстана приняли участия в состязаниях по художественной гимнастике, вольной борьбе, боксу, шахматам.
В 2019 году проводились Дни культуры Казахстана в Азербайджане и Азербайджана в Казахстане.
В январе 2020 года в большом актовом зале Бакинского государственного университета состоялась церемония открытия Года Абая в тюркском мире и мероприятие по случаю 175-летия выдающегося общественного деятеля и просветителя Абая Кунанбаева.
23 октября 2021 года в Харькове, Украина был открыт Сквер мыслителей, посвященный дружеским отношениям между Украиной, Казахстаном и Азербайджаном. Установленная в сквере скульптурная композиция состоит из трёх фигур: украинского философа, поэта Григория Сковороды, азербайджанского просветителя Мирзы Фатали Ахундова и казахского поэта Абая Кунанбаева.

## Послы Казахстана в Азербайджане
1. Ибрагим Амангалиев (1993—1998)
2. Рашид Ибраев (1998—2002)
3. Андарь Шукпутов (2002—2007)
4. Серик Примбетов (2008—2013)
5. Амангельды Жумабаев (2013—2015)
6. Бейбит Исабаев (2015—2019)
7. Сержан Абдыкаримов (2019—2023)
8. Алим Байель (с 2023 года)

## Послы Азербайджана в Казахстане
1. Латиф Гандилов (2004—2010)
2. Закир Гашимов (2010—2015)
3. Рашад Мамедов (23 декабря 2015 — 16 июля 2021)
4. Агалар Атамогланов (с 16 июля 2021)